# Georg Wilding

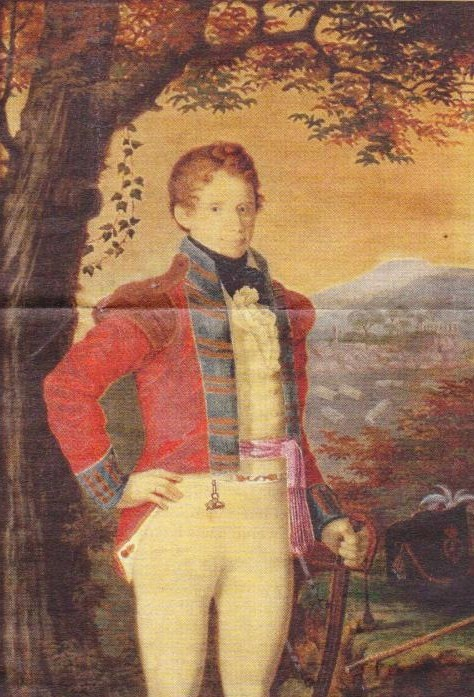
Georg Wilding, Fürst von Butera und Radali

Georg Wilding, Fürst von Butera und Radali (* 24. Juni 1790 in Uelzen; † 6. September 1841 in Wiesbaden), war ein neapolitanischer Offizier und Diplomat deutscher Herkunft.

## Leben
Wilding war der Sohn des hannoverschen Hauptmanns Ernst Otto Georg Wilding (1757–1813) aus Uelzen und der Henriette, geb. Droehnewolf (Drömwolf). Der Ursprung der Familie väterlicherseits dürfte in der Lüneburger Heide zu suchen sein. Zurückverfolgen lässt sich das aus dem Fürstentum Lüneburg stammende Geschlecht auf Otto Wilding, der 1575 in Celle urkundete. 1618 urkundete Barthold Wilding, mit dem die ununterbrochene Stammreihe beginnt, als Vogt zu Fallingbostel und unter dem Namen Wildung sind bis in die Gegenwart Angehörige des Geschlechts dort ansässig. Der Großvater väterlicherseits war Georg Christian Wilding, * um 1724, gefallen bei Krefeld 1758 als Kapitänleutnant im Infanterieregiment von Drewes, der 1750 in Lauenförde Wilhelmine Catharine Uden (1720–1794) heiratete. Sein Großvater mütterlicherseits, Werner Georg Ludwig Dröhnewolf (1736–1803), war erster Prediger und Superintendent in Neustadt am Rübenberge, Primarius-Propst und Superintendent in Uelzen. Nach dem Tod seines Vaters zog die Witwe nach Hannover, wo der junge Georg zum Militär kam. Er ging zur King’s German Legion, wo er Leutnant wurde. Er kämpfte in Spanien und Sizilien. Dort lernte er zufällig die verwitwete Fürstin Donna Caterina di Branciforte (* 1768; † 1824) verwitwete Leonfrote kennen. Er heiratete die zweiundzwanzig Jahre ältere Tochter des Fürsten von Butera 1812 und erwarb so den Titel eines Fürsten von Butera. Das Paar hatte keine Kinder als die Fürstin im Jahr 1824 starb. 
Nach dem Tod seiner ersten Frau heiratete er die Fürstin Barbara Petrowna Schachowskoi (1796–1871), Witwe des Grafen Pawel Andrejewitsch Schuwalow († 1823) sowie des Grafen Adolf de Polier († 1830).
Er diente 1808 bis 1814 im 8. Linien-Bataillon der Legion. Am 12. April 1814 erhielt er seinen Abschied. Später wechselte er in den diplomatischen Dienst und war zeitweilig neapolitanischer Gesandter am Hof in St. Petersburg.
Wilding war außerdem königlich neapolitanischer Kammerherr.
Den sizilianischen Titel Principe di Radali erhielt er in Primogeniturfolge am 22. September 1835.

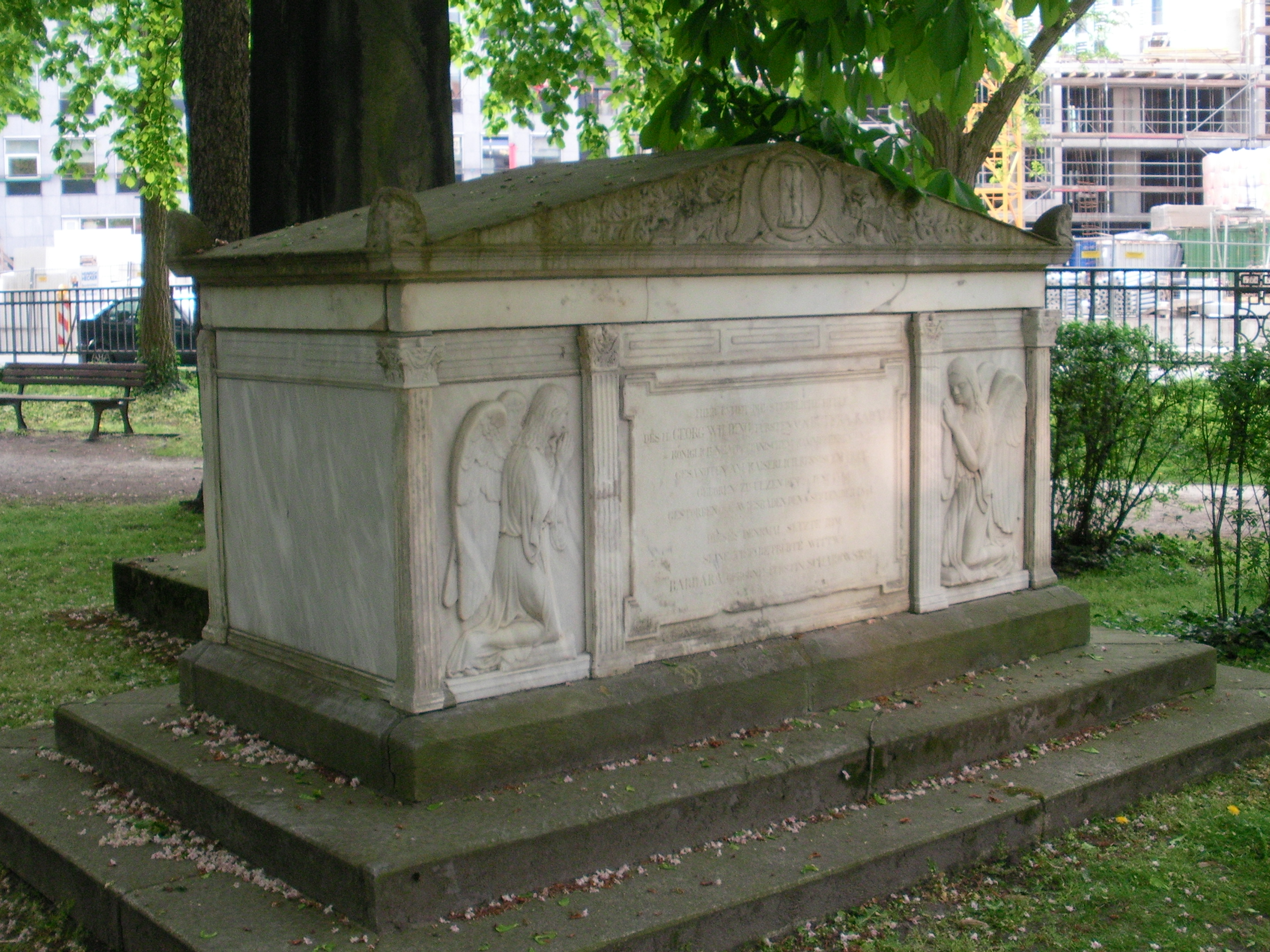
Grabmal Georg Wildings, Fürsten von Butera und Radali, auf dem Gartenfriedhof in Hannover

Seine Grabstätte in Form eines Marmorsarkophags befindet sich auf dem Gartenfriedhof in Hannover und steht unter Denkmalschutz.
Sein Erbe wurde sein Bruder Ernst Wilding (* 14. Juni 1792). Dieser kaufte 1856 die Standesherrschaft Königsbrück. In der Folge durften er und seine Nachkommen sich Wilding Graf von Königsbrück bzw. Wilding Gräfin von Königsbrück nennen. Außerdem konnte er sich in Primogeniturfolge den Titel Principe di Radali (Fürst von Radali) sichern. In der Herrschaft Königsbrück folgte sein Sohn August Wilding von Königsbrück nach.
Die übrigen Güter des Hauses Butera gingen an die Stieftochter Georg Wildings, Stefania Branciforte (* 1788; † 1843), aus einer früheren Ehe seiner verstorbenen Ehefrau.